# عامل وقاية
عوامل الوقاية هي مجموع ظروف أو خصائص (مهارات، قوى، موارد، دعم أو استراتيجيات التعامل) الأفراد أو الأسر أو المجتمعات التي تساعد الناس على التعامل بفعالية أكبر مع الضغط النفسي والأحداث المُجهِدة تخفيف المخاطرة أو القضاء عليها في الأسر أو المجتمعات.

## العوامل الوقائية في التبني
تتضمن عوامل الوقاية ما يلي:
- يتفهّم الوالدان بالتبني المشاكل الطبية والسلوكية للأطفال فهماً دقيقاً قبل اعتماد التبني[3]
- مساعدة من اختصاصيي التبني في منزل الطفل المتبنى [4]

بعض المخاطر التي قد يتعرّض لها الطفل المتبنى:
- تشويه الذات
- الجنوح
- الخروج على القانون
- اساءة استخدام العقاقير
- السرقة